# Trinity Business School

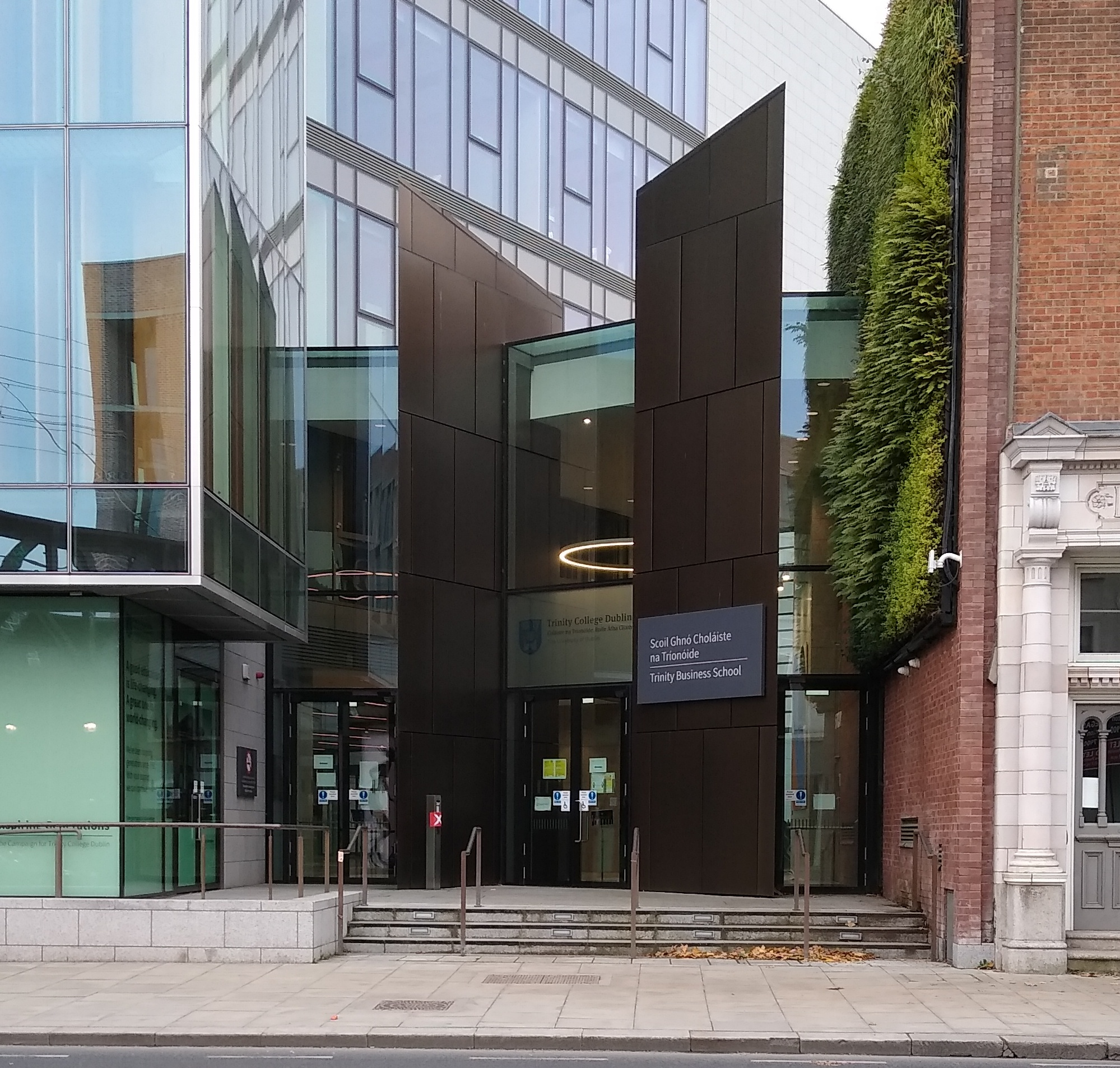
Eingang der Trinity Business School

Die Trinity Business School (kurz: TBS) ist Teil des Trinity College Dublin und wurde 1925 in Dublin, Irland gegründet. Sie ist seit 2021 mit der Triple-Crown ausgezeichnet, wurde also von der AACSB, AMBA und EQUIS akkreditiert. Die TBS hat in den vergangenen Jahren einen neuen Campus mit 12.000 m² Fläche in der Dubliner Innenstadt erhalten. Die Baukosten betrugen hierfür 80 Mio. €. Die TBS belegt im maßgeblichen Ranking der Financial Times im Jahr 2022 Platz 37 aller europäischen Hochschulen und hinter der Michael Smurfit Graduate Business School Platz 2 in Irland. Das relevante Times Higher Education Ranking sieht die Mutterinstitution Trinity College Dublin auf Platzt 161 der Welt. Das Eduniversal Ranking Best Masters 2023 listet die betriebswirtschaftlichen Master der TBS konsistent unter den 200 besten der Welt.

## Abschlüsse
Die Trinity Business School bietet Bachelor-, Master- und Doktoranden-Studien an:
Untergraduierte Studiengänge
- Bachelor in Business Studies (B.B.S.)
- BA Moderatorship Business, Economic and Social Studies (B.E.S.S.)
- Business and Law
- Business and Languages
- Business and Computing

Postgraduierte Studiengänge
- MSc in Operations and Supply Chain Management
- MSc in Digital Marketing Strategy
- MSc in Business Analytics
- MSc in Law & Finance
- MSc in Entrepreneurship
- MSc in Finance
- MSc in Financial Risk Management
- MSc in Human Resource Management
- MSc in International Management
- MSc in Management
- MSc in Marketing
- Postgraduate Diploma in Accounting
- Trinity MBA (Executive & Full-Time)
- Executive Education

Promotion (PhD)

## Alumni-Vereine
- Trinity Business Alumni – Absolventennetzwerk der Business School[9]
- DUBES – The Dublin University Business and Economics Society, gegründet 1929[10]
- Trinity Entrepreneurial Society – Vereinigung von angehenden Firmengründern[11]
- Enactus – Gesellschaft für sozial-entrepreneurisches Engagement[12]
- Trinity Economic Forum – ein jährlich stattfindender Studentenkongress[13]
- Trinity SMF – der von Studenten verwaltete Anlagefonds mit Aktiensimulation[14]